# Nespery
Nespery jsou malá vesnice, část obce Veliš v okrese Benešov. Nachází se asi dva kilometry severozápadně od Veliše. Osadou protéká Polánecký potok, který je levostranným přítokem řeky Blanice. Nespery jsou také název katastrálního území o rozloze 3,35 km².

## Historie
První písemná zmínka o vesnici pochází z roku 1318.

## Pamětihodnosti
- Uprostřed vsi stojí mezi dvěma rybníky nesperská tvrz přestavěná na barokní sýpku.[5]